# Carmen Quiroga de Urmeneta
Carmen Quiroga Darrigrande de Urmeneta (San Juan de la Puntilla,18 de septiembre de 1812-4 de diciembre de 1897) fue una ama de casa y filántropa chilena.

## Biografía
Nació en San Juan de la Puntilla, en las márgenes del río Grande, cerca de Monte Patria en el antiguo Departamento de La Serena, el 18 de septiembre de 1812. Sus padres fueron Juan Bautista de Quiroga y Humeres de Rivarola y María Antonia Darrigrande Marín.
El 7 de junio de 1832, se casó con el empresario minero, político y hombre de influencias, José Tomás Urmeneta. Durante su matrimonio desarrolló varias obras de beneficencia social. Como presidenta de diversas sociedades de socorros y religiosas, contribuyó a la fundación de templos y de asilos de pobres en la actual región de Coquimbo.
Falleció el 4 de diciembre de 1897. Al morir, dispuso que sus funerales se hiciesen sin la menor pompa. En la ciudad de Limache, en la región de Valparaíso, una calle lleva el nombre de Carmen Quiroga en su honor.